# Lysol (album)
Pour les articles homonymes, voir Lysol.
 (mai 2025).
Si vous disposez d'ouvrages ou d'articles de référence ou si vous connaissez des sites web de qualité traitant du thème abordé ici, merci de compléter l'article en donnant les références utiles à sa vérifiabilité et en les liant à la section « Notes et références ».
Albums de Melvins
Eggnog
(1991) Houdini
(1993)
Lysol est un album des Melvins sorti en 1992 chez Boner Records.
Le label ignorait que Lysol était une marque déposée jusqu'à ce que le premier tirage des pochettes des albums aient été imprimés. Lorsqu'ils demandèrent la permission d'utiliser le nom aux propriétaires, Reckitt Benckiser, celle-ci a été refusée. Boner renomma officiellement l'album Melvins et recouvrit le mot Lysol avec une bande noire sur les pochettes et les livrets et avec de l'encre noire également sur la tranche de l'album.  Peu de temps après l'édition initiale, il était aisé d'ôter la bande et l'encre, ce que firent de nombreux fans. Plus tard, cela comporterait des risques de dégradations de l'album. Les éditions suivantes omirent entièrement le mot Lysol.
Bien que l'album ne mentionne pas les crédits de composition des chansons, une rumeur durable affirme que le bassiste Joe Preston a écrit la chanson With Teeth et que le nom « Joe » imprimé à l'arrière de l'album était écrit beaucoup plus gros que « King Buzzo » ou « Dale » car Buzz Osborne était las des demandes incessantes de Preston qui réclamait plus de crédit. Il a d'ailleurs été exclu du groupe peu de temps après la sortie de l'album. L'image de l'indien nord-américain de la couverture apparaît également sur The Beach Boys in Concert et sur le logo de Brother Records. L'image elle-même est une peinture basée sur une sculpture de Cyrus Edwin Dallin nommée Appeal to the Great Spirit.
Lysol a été un album influent pour la scène drone metal, particulièrement le groupe Sunn O))).

## Pistes
Sur la version CD de l'album, les six chansons sont réunies en une seule piste ininterrompue.
Untitled – 31 min 23 s
1. Hung Bunny – 10 min 42 s
2. Roman Dog Bird – 7 min 38 s
3. Sacrifice (Flipper) – 6 min 07 s
4. Second Coming (Cooper) – 1 min 14 s
5. Ballad of Dwight Fry (Bruce/Cooper) – 3 min 11 s
6. With Teeth – 2 min 25 s

## Personnel
- Buzz Osborne - Chant, guitare
- Joe Preston - Basse
- Dale Crover - Batterie

## Sources
- (en) Cet article est partiellement ou en totalité issu de l’article de Wikipédia en anglais intitulé « Lysol (album) » (voir la liste des auteurs).